# نيدون (باد كاليه)
نيدون، باد كاليه (بالفرنسية: Nédon)‏ هي بلدية تقع في إقليم باد كاليه من منطقة نور با دو كاليه في شمال فرنسا. تبلغ مساحة هذه المدينة 4.89 (كم²)، وترتفع عن سطح البحر 105 م، يبلغ عدد سكانها 162 نسمة حسب إحصاء المعهد الوطني للإحصاء والدراسات الاقتصادية سنة 2009 م. وترأس Claude Bigot البلدية خلال فترة (2008-2014).